# Guinness Foreign Extra Stout
Guinness Foreign Extra Stout (FES) es una cerveza negra producida por Guinness Brewery, una empresa cervecera irlandesa propiedad de Diageo, una multinacional de bebidas. Elaborada por primera vez por Guinness en 1801, la FES se diseñó para la exportación y está más lupulada que la Guinness Draught y la Extra Stout, lo que le confiere un sabor más amargo,y suele tener un mayor contenido de alcohol (en torno al 7,5% ABV). El lúpulo adicional se utilizaba como conservante natural para los largos viajes en barco de la cerveza.
La FES es la variante de Guinness más común en Asia, África y el Caribe, y representa casi la mitad de las ventas de Guinness en todo el mundo. En 2011 se vendieron más de cuatro millones de hectolitros de esta cerveza en África, donde Diageo pretende convertir el producto en la cerveza más vendida del continente.
Para la producción de la cerveza negra en el extranjero se utiliza Guinness Flavour Extract, un extracto de mosto deshidratado y lupulado elaborado con malta de cebada y cebada tostada. El jarabe se envía desde Irlanda, donde se añade en una proporción de 1:49 a la cerveza rubia elaborada localmente. En la mayoría de los mercados extranjeros, el extracto aromatizante Guinness (GFE) se mezcla con la cerveza local para producir FES.
En los años sesenta, el FES se comercializaba en Nigeria como "te da energía". Entre 1999 y 2006 se actualizó con la campaña Michael Power, que se emitió en toda África.

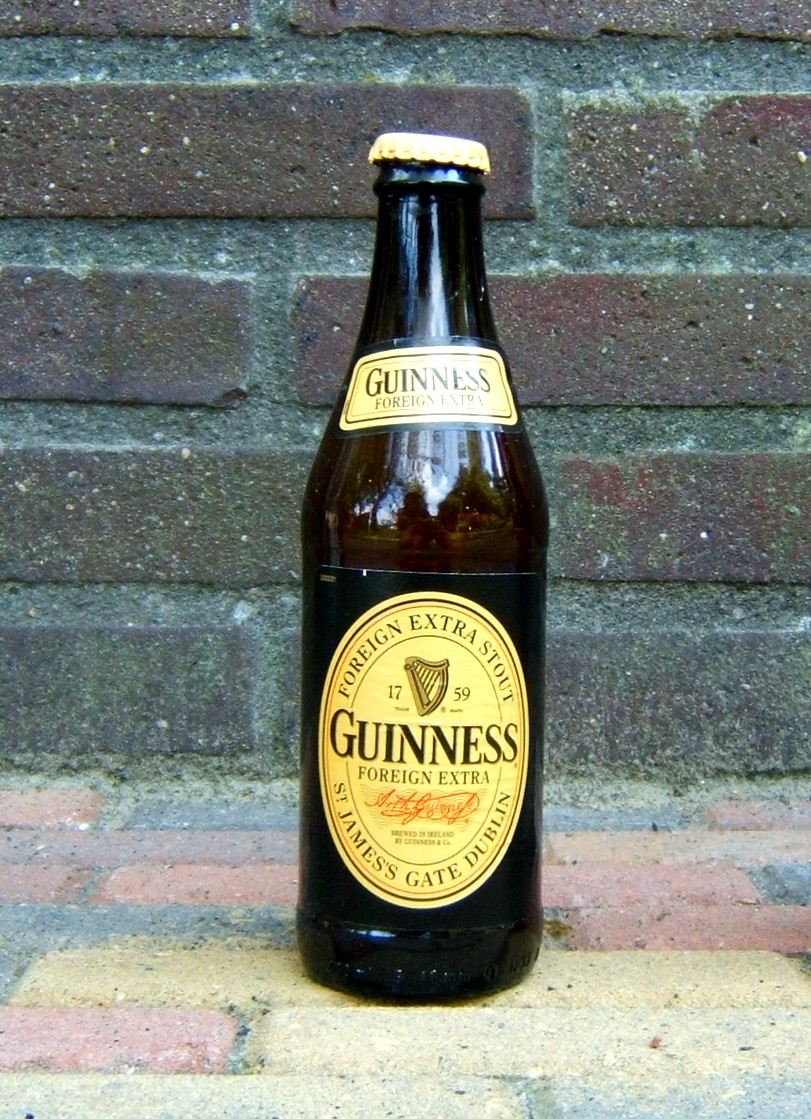
Etiqueta de la botella de Guinness Foreign Extra Stout hasta 2005

## Historia
La Guinness West India Porter, predecesora directa de la Foreign Extra Stout, se exportó por primera vez desde la fábrica de cerveza St. James's Gate de Dublín en 1801. El producto se formuló para los trabajadores inmigrantes irlandeses en el Caribe. La cerveza se elaboraba únicamente en los meses más fríos, entre octubre y abril, para reducir la acidificación, y se maduraba en grandes cubas de madera durante un máximo de dos años, lo que daba mayor estabilidad al producto final.Para sobrevivir al largo viaje a ultramar, que luego se hacía en barco, se elaboraba con más lúpulo y un mayor contenido de alcohol, que actuaban como conservantes naturales de la cerveza. Exportada en barriles, el producto se embotellaba luego localmente, lo que ayudaba a reducir costes.
La receta de 1801 contenía un 73% de malta pálida y un 27% de malta marrón.
El primer envío registrado de la cerveza a Estados Unidos se produjo en 1817. En 1827, llegó a Sierra Leona el primer cargamento oficial de Guinness en el continente africano. A partir de 1849, la cerveza pasó a llamarse Foreign Extra Stout.Las primeras exportaciones registradas al sudeste asiático comenzaron en la década de 1860.
La FES representaba alrededor del 5% de toda la producción de Guinness a principios del siglo XX, y dos tercios se destinaban a Australia y Estados Unidos, donde se utilizaba principalmente como producto medicinal. Australia siguió siendo el mayor mercado de exportación del producto hasta 1910, cuando fue eclipsado por Estados Unidos.Debido a los gastos de importación, la FES era un producto de primera calidad, que se vendía al doble de precio que las cervezas negras nacionales.La producción total había alcanzado las 105.000 barricas en 1912.
El comercio estadounidense se vio interrumpido por el comienzo de la Primera Guerra Mundial y luego se interrumpió por completo con la introducción de la Ley Seca. El producto no fue popular cuando volvió en la década de 1930, ya que los bebedores preferían la Guinness Extra Stout, más ligera y barata. Tras la interrupción de las exportaciones durante la Segunda Guerra Mundial, la FES no volvió a Estados Unidos hasta 1956, pero no tuvo éxito y la cerveza se retiró poco después.
Antes de 1920, Guinness se exportaba sobre todo a expatriados británicos e irlandeses, lo que cambió a partir de la década de 1920, y entre los primeros locales que se aficionaron a la bebida se encontraban los chinos de la península malaya. En 1924, la empresa nombró a un vendedor de Guinness para todo el mundo y empezó a vender entre la población local.
En 1939, poco después del estallido de la Segunda Guerra Mundial, la Oficina de Guerra británica compró 500.000 botellas de media pinta de FES para distribuirlas en los hospitales.
En 1951, las exportaciones ascendían a 90.000 barriles, pero en 1964 habían aumentado a 300.000.En 1959, las ventas en Ghana habían crecido lo suficiente como para que Guinness estableciera una empresa conjunta en el país con la United Africa Company. En 1962, Nigeria se había convertido en el mayor mercado de exportación para Guinness, con unos 100.000 barriles exportados al país cada año, lo que llevó a la empresa a construir una fábrica de cerveza en Ikeja, al oeste de Nigeria, para abastecer la demanda; era sólo la tercera fábrica de cerveza en la historia de la empresa.La fábrica de cerveza costó más de 2 millones de libras, tenía una capacidad de 150.000 barriles y era propiedad en un 60% de Guinness Nigeria, en un 25% de la United Africa Company y el resto de las acciones pertenecían a intereses locales nigerianos. Siguieron fábricas de cerveza en Malasia (1965), Camerún (1970) y Ghana (1971), y se concedieron licencias a otras empresas para fabricar Guinness bajo contrato en otros países africanos y en las Indias Occidentales. Históricamente una pequeña proporción de la producción de Guinness, fue este éxito, especialmente en África pero también en Asia, lo que permitió a FES crecer hasta convertirse en una marca de 4,5 millones de hectolitros.
En 2005 se estrenó en Malasia un nuevo diseño de botella, que posteriormente se extendió a todo el mundo. En 2013, FES recibió un rediseño de envase en África y otros mercados seleccionados, con una tapa de lámina dorada y una nueva etiqueta.

## Producción

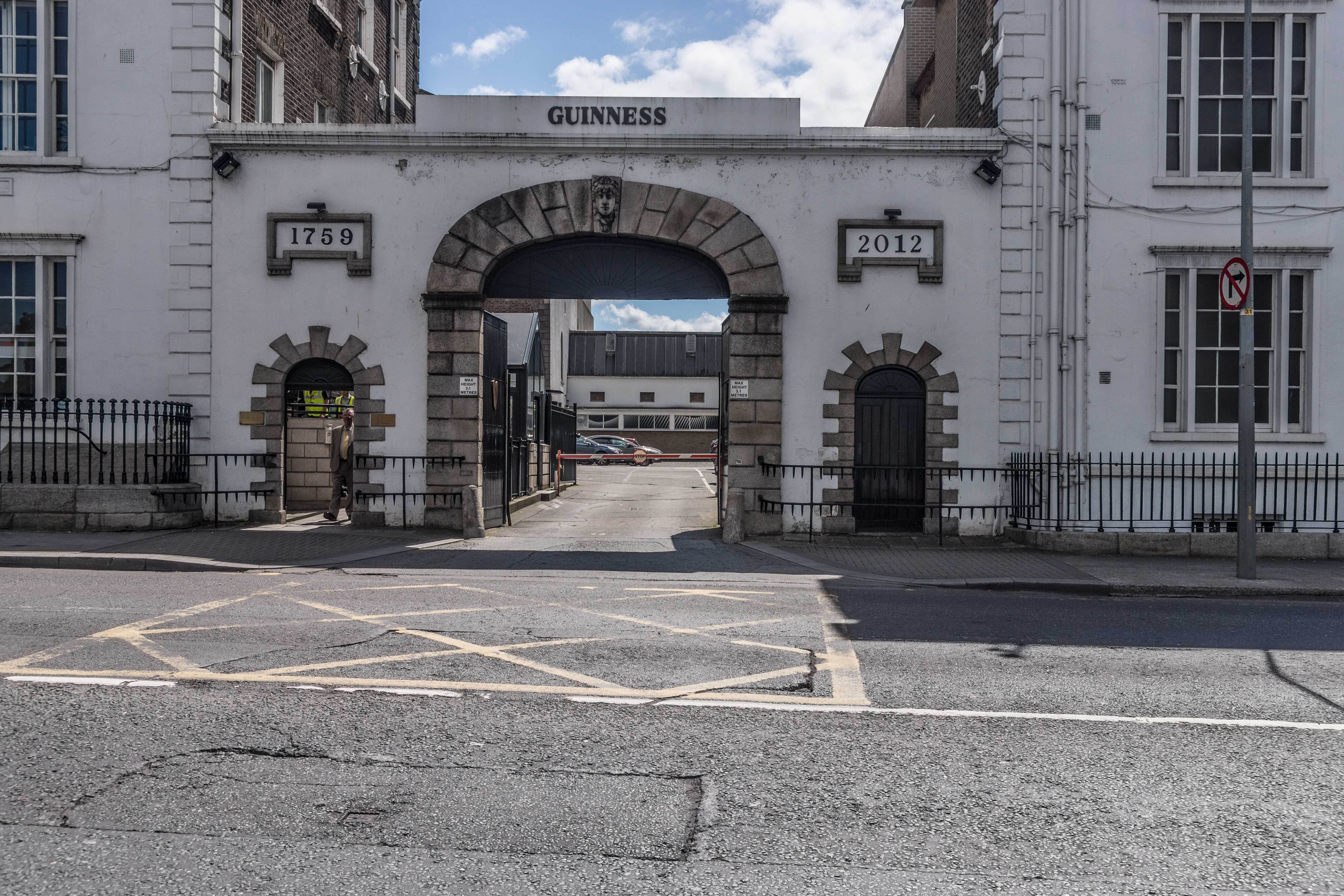
Cervecería St James's Gate

La versión irlandesa de la FES se elabora con malta pálida, un 25% de cebada en copos (para retener la espuma y dar cuerpo) y un 10% de cebada tostada, siendo esta última la que da a la cerveza su tono oscuro. Utiliza las variedades de lúpulo amargo Galena, Nugget y Target, que han sido sometidas a un proceso de extracción isomerizada en caldera.La cerveza contiene aproximadamente un tercio más de lúpulo y casi el doble de cebada tostada que Guinness Draught.La cerveza tiene una carbonatación forzada.La cerveza tiene 47 unidades de amargor.
Guinness ha utilizado una variante ligeramente diferente de su levadura para elaborar la FES desde 1960, que proporciona una floculación extremadamente pobre y produce niveles relativamente altos de diacetilo en la cerveza acabada. Muchas cervecerías consideran el diacetilo un sabor desagradable, pero Guinness lo considera un "sabor característico" de la FES.
Guinness Flavour Extract, un extracto de mosto deshidratado y lupulado elaborado con malta de cebada y cebada tostada, se utiliza para la producción de la stout en el extranjero. El jarabe se envía desde Irlanda, donde se añade en una proporción de 1:49 a la cerveza pálida elaborada localmente. Cada año se elaboran seis millones de litros de GFE utilizando 9.000 toneladas de cebada. El extracto aromatizante Guinness fue creado por primera vez por científicos que trabajaban para la empresa a principios de los años 60.En 2003, la producción de GFE se trasladó de St James's Gate a la antigua fábrica de cerveza Cherry's en Mary Street, Waterford, pero en 2013 la producción volvió a St James's.
FES se produce en cervecerías propiedad de Diageo en Nigeria, Kenia, Ghana, Camerún, Etiopía, Tanzania, Uganda, Seychelles, Malasia y Jamaica. Además, se produce bajo licencia en otros 39 países.Diageo tiene acuerdos de elaboración de cerveza con el Grupo Castel para conceder licencias de elaboración y distribución de Guinness en la República Democrática del Congo, Gambia, Gabón, Costa de Marfil, Togo, Benín, Burkina Faso, Chad, Malí y Guinea.
La FES es la variante más antigua de Guinness que sigue disponible, aunque sus ingredientes y métodos de producción han variado con el tiempo. En 1824, tenía una graduación original (OG) de 1082.Tras un pico de graduación en 1840, cuando la cerveza tenía una OG de 1098, en 1860, la cerveza se redujo a su graduación estándar actual de alrededor de 1075 OG.La FES se elaboraba originalmente con maltas pálidas y marrones.La malta negra se utilizó a partir de 1819, y en 1828 su uso había sustituido por completo a la malta marrón.En 1883, la cerveza se elaboraba con un 85% de malta pálida, un 10% de malta ámbar y un 5% de malta tostada. A partir de 1929-1930, Guinness pasó de utilizar malta tostada en la elaboración de la cerveza a cebada tostada. Se siguió añadiendo malta ámbar a la molienda hasta 1940.A principios de la década de 1950 se introdujo la cebada en copos y se redujo el porcentaje de lúpulo.
Desde 1950, en un intento de recrear el perfil de sabor de la FES acondicionada en botella, la cerveza se elabora mezclando FES fresca con un dos por ciento de FES envejecida durante un máximo de 100 días y con un alto contenido en ácido láctico. Por último, la cerveza se deja madurar en botella durante 28 días antes de ser distribuida.

## Mercados

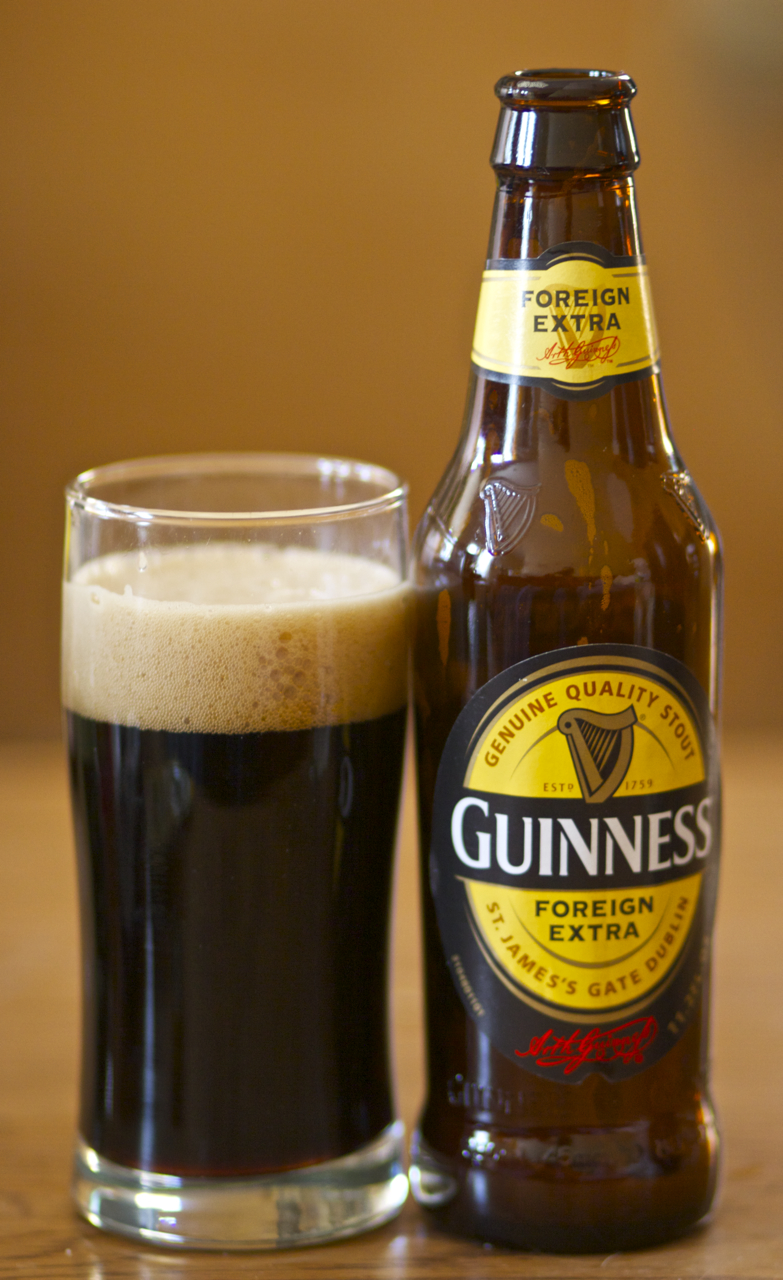
Una botella de Guinness Foreign Extra Stout

La Foreign Extra Stout constituye el 45% de las ventas totales de Guinness en todo el mundo.Exportada originalmente a expatriados británicos e irlandeses, la cerveza empezó a ser consumida por la población local a partir de los años veinte. En la mayor parte del mundo se vende una versión de 7,5% ABV, aunque en algunos lugares se encuentran variantes de menor graduación.
La cerveza está disponible en botellas y latas.

### África
En África, el producto se vende a un precio superior, hasta el doble que las cervezas de la competencia. La FES se produce en trece fábricas de cerveza africanas.

### Nigeria
Guinness Nigeria, propiedad de Diageo en un 58% y con el resto de las acciones en manos de intereses locales nigerianos, elabora y distribuye la FES.Desde 2012-13, Nigeria ha sido el mayor mercado de Guinness por ventas.
La FES se introdujo inicialmente en el mercado nigeriano mediante importación en la década de 1940. En Nigeria, la Guinness se elabora con sorgo o maíz muy tostado de origen local. Algunas versiones nigerianas también contienen trigo. El cambio de la cebada malteada se produjo en 1986, cuando el gobierno nigeriano prohibió brevemente la importación del grano. El uso de sorgo y maíz continúa, ya que es una alternativa más barata que la cebada, que hay que importar, y es menos vulnerable a las fluctuaciones de la moneda local. Las cervecerías nigerianas utilizan técnicas de elaboración de cerveza de alta gravedad para fermentar el sorgo y la malta pálida hasta 1090 OG.
El escritor cervecero Roger Protz describe el producto nigeriano como "sorprendentemente diferente" de la versión irlandesa, y se ha dicho que es más dulce y pesada que la FES normal Diageo también ha confirmado que los niveles de carbonatación son "diferentes" de los del producto irlandés.

### Otros mercados
La fabricación de FES se lleva a cabo en la fábrica de cerveza de Sierra Leona desde octubre de 1967.
En Ghana, Guinness Ghana Breweries, propiedad al 50,5% de Diageo, elabora la GFE en Kumasi. La GFE se mezcla con una cerveza rubia de sorgo elaborada localmente, pero difiere de la versión nigeriana en que no contiene trigo y tiene una mayor proporción de cebada tostada.En Ghana, se le atribuyen propiedades medicinales que fortalecen la sangre y mejoran la circulación.
En 2003, se introdujo en Ghana una variante de la FES con un 5,5% de ABV y ligeramente nitrogenada, llamada Guinness Extra Smooth, que se lanzó en Nigeria en 2005, donde constituye entre el 5 y el 10% de las ventas de Guinness en el país.
Guinness posee el 20% del mercado de cerveza de Camerún.

### Asia
Las ventas de Guinness en el Sudeste Asiático ascendieron a más de 100 millones de libras en 2012-13.FES (6,8% ABV) es elaborada y distribuida en Malasia por Heineken Malaysia Berhad. La variante malaya se distribuye en la mayor parte del Sudeste Asiático. La cerveza se redujo de 8 a 6,8 % en 2008, y a 5,5 % en 2016, en respuesta a los cambios en el impuesto sobre el alcohol Malasia es el mayor mercado asiático para Guinness, donde, en 2012, la marca creció entre un 10 y un 15 .En Singapur, FES es elaborada y distribuida por Asia Pacific Breweries.En Indonesia, PT Multi Bintang (filial de Asia Pacific Breweries) elabora Guinness con un 4,9 % de alcohol y PT Dima Indonesia la distribuye En China se venden pequeñas cantidades de FES, que se vende en bares de lujo a precios de importación.

### Otros mercados
La FES se vendió y luego se retiró en el Reino Unido en 1976 como Guinness XXX Extra Strong Stout; volvió en 1994 cuando aumentó el interés por la cerveza artesanal La cerveza se retiró de nuevo del mercado británico, pero volvió en 2003 para atender a la creciente diáspora africana.El mercado británico se abastece de las variantes irlandesa y nigeriana de la cerveza, esta última con unas ventas anuales de 2 millones de libras.Las importaciones oficiales de FES en EE. UU. se reanudaron en 2010, tras el resurgimiento del interés por la cerveza artesanal, después de un periodo de importaciones grises, principalmente para expatriados africanos y caribeños.

## Publicidad y patrocinio
En la década de 1960, la cerveza FES se comercializaba en Nigeria como "te da poder" y su consumo se relacionaba con un aumento de la potencia sexual.Esta campaña se actualizó entre 1999 y 2006 con la campaña Michael Power, que se emitió en todo el continente Guinness atribuye a la campaña haber permitido a la empresa liderar el mercado de la cerveza en África en un 50% en 2000, experimentar un crecimiento del volumen de hasta el 50% en algunos mercados, lograr un reconocimiento de marca de un 95% y duplicar las ventas de Guinness en África en 2003.En 1999, Saatchi & Saatchi recibió la responsabilidad mundial de comercializar la marca FES.  En octubre de 2013, BBDO recibió la responsabilidad de comercializar Guinness en África.  Saatchi sigue comercializando FES en el resto del mundo.  Desde 2008, FES es el mayor patrocinador de la selección nacional de fútbol de Nigeria. 

## Recepción
Garrett Oliver destaca sus cualidades refrescantes y su "distintivo toque ácido". Por otro lado, el periodista británico Tony Naylor la ha criticado por ser "más una cerveza empalagosa y cálida" que de "sabor complejo".